# Банија
Банија (хрв. Banovina) је географска и историјска област која обухвата простор између Петрове горе и река Уне, Саве и Купе у данашњој Хрватској. Већи градови у овој области су Глина, Двор, Петриња и Костајница. Становништво чине Срби и Хрвати. Припада Сисачко-мославачкој жупанији.

## Име
Име регије настало је у вријеме Војне крајине, почетком 18. вијека. У то доба оформљена је Банска Крајина, која је обухватила највећи дио предјела између Купе, Саве, Уне и Петрове горе. Банска Крајина је била под врховним заповједништвом хрватског бана као војног команданта. Појам банија, као територијална јединица под командом бана, семантички има слично значење као појмови капетанија или пуковнија, као територијалне јединице под војном командом капетана, односно пуковника. На територији некадашње Банске Крајине има више мјеста која у свом имену имају придјев бански, као што су Бански Дреновац код Глине, Бански Грабовац код Петриње, или Бански Ковачевац, источно од Карловца. Хрвати ову област називају и Бановина, сматрајући име Банија претежно српским, али овакав облик имена више асоцира на цивилну, а не војну банску управу (као: краљевина, кнежевина) и слично.

## Историја
Током позног античког периода, простор потоње Баније био је у саставу римске провинције Паноније Савије. Током средњовековног раздобља, на том подручју је постојала стара Горска жупанија, која је припадала Бановини Славонији. Средином 16. века, већи део тог подручја потпао је под османску власт, док се под хабзбуршком влашћу одржао само узак појас уз реку Купу. Османски део тог подручја укључен је у састав Босанског санџака и насељен значајним бројем православних Срба, који су били под јурисдикцијом Дабробосанске епархије.
Предио око Сјеничака према Купи био је ненасељен још почетком 17. вијека. Иако никада није био коначно освојен од Турака, близина границе уљевала је страх, па се није нико могао рјешити да се ту настани. У то вријеме у Перни постоје само три куће. Чим су Турци потиснути од Петрове горе, породица грофа Драшковића предузима кораке да насели своје имање око Сјеничака. Године 1718. грофица Магдалена Драшковић моли кнеза Милослава Карапанџу да насели у Требињи, око 15 km од Карловца, колико највише може српских породица. Грофица је од досељеника тражила кметску послушност. Ово је био изузетак, јер Срби никако нису хтјели да заснивају кметске односе. Требиња је и раније имала нешто српских досељеника, али је грофица жељела да свој посјед гушће насели.
Топуско и Перна под Петровом гором, затим данашње парохије Кирин, Стипан и Бовић били су посједи загребачког бискупа. Из једног документа од године 1687. види се да је Кирин тада био насељен. Управници бискупских посједа тражили су од насељеника кметски однос, па је због тога дошло до побуне сељака 1701. године. Из једног извјештаја управника бискупског посједа из године 1699, види се да су и тада вршена насељавања у Чемерници, Топуском и Перни.
У доњој Банији своје посједе имала је породица хрватских великаша Кеглевића. Због својих посједа око Блиње они су се стално сукобљавали с Турцима. Петар Кеглевић је насељавао српске породице око Петриње.
Од појединих докумената о досељавању Срба на Банију, сведочи један из године 1687. Хрватски бан Никола Ердељи је позвао загребачког бискупа Мартина Борковића да дозволи насељавање Срба по Бовићу и Кирину, гдје су се налазили бискупови посједи. Нешто касније петрињски гроф Фрањо Ердељи, године 1693. поставља кнеза Петра Драшковића за главара Србима у Слабињи и другим околним мјестима. Године 1697. хрватски племић Петар Кеглевић доводи Србе у Кривају. Исте године Срби се насељавају и око Суње. Двије године касније насељена је Живаја.
За вријеме сеобе под патријархом Арсенијем III доселило се на Банију око 11.000 нових досељеника. Ово досељавање је значајно повећало број Срба на Банији. Раније је на подручју горње Баније било око 4.000 досељеника. Прије сеобе, доња Банија слабо је била насељена због близине турске границе. За вријеме Велике сеобе у доњој Банији је насељено преко 40 села. У то време, у Банији је основан и српски православни манастир Комоговина. На темељу српских повластица и раније припадности тог подручја краљевини Славонији, владика Атанасије Љубојевић је 1696. године од бана Адама Баћањија добио потврду верског старешинства над православним народом и свештенством на подручју нових крајина између река Купе и Уне.
Према попису од 1768. године на подручју Епархије горњокарловачке било је 411 српских села 12.079 домаћинстава и 124.762 душе. Овај број се учетворостручио до почетка Другог свјетског рата.
На прелому 17. и 18. вијека, на том подручју је организована посебна крајишка област која је 1704. године стављена под врховно војно заповједништво хрватско-славонског бана, тако да се од тог времена за читаву област усталио назив Банија.
Средином 18. века, Банска крајина је подијељена на двије крајишке регименте: глинску и петрињску. Обе регименте су 1783. године придружене Вараждинском генералату у склопу обједињене крајишке Банијско-вараждинске команде, којој је 1786. године придружено и подручје Карловачког генералата. Недуго потом, већ током 1790. године, Банска крајина је поново издвојена и враћена под команду хрватско-славонског бана. Такво стање је остало све до 1823. године, када је створена обједињена крајишка Банско-карловачко-вараждинска команда.
Након 1869. године, отпочео је процес етапног развојачења војно-крајишких области. Прво је 1871. године развојачено подручје старог Вараждинског генералата, чија је територија прикључена Краљевини Хрватској и Славонији. Потом је 1873. године извршено развојачење преосталог дела хрватске и славонске војне крајине, укључујући и подручје некадашње Банске крајине, али те области нису одмах прикључене Краљевини Хрватској и Славонији, већ су добиле посебну земаљску управу, која се делила на шест крајишких окружја, међу којима је било и посебно Банијско окружје. Тек 1881. године, сва крајишка окружја прикључена су Краљевини Хрватској и Славонији, која је тиме добила границу на рекама Уни и Сави. У оквирима проширене Краљевине, прикључена окружја наставила су да постоје све до 1886. годинне, када је жупанијско уређење протегнуто и на те просторе, тако да је Банијско окружје укључено у састав Загребачке жупаније.
Распадом Аустроугарске монархије 1918. године, Банија улази у састав Краљевине Срба, Хрвата и Словенаца (Југославије). Загребачка жупанија се укида 1922. године и Банија постаје део Приморско-крајишке области, да би потом, 1929. године ушла у састав Врбаске (срез Двор) и Савске бановине (остали срезови). Године 1939. Савска бановина је ушла у састав Бановине Хрватске.
Током Другог светског рата, регион је био под окупацијом Независне Државе Хрватске. Дала је велики допринос Народно-ослободилачкој борби. На њеној територији је формирана прослављена 7.банијска дивизија која је између осталог учествовала у биткама на Неретви и Сутјесци. Отуда су многи славни команданти: Васиљ Гаћеша, Станко Бјелајац и многи други. Након рата постала је део нове социјалистичке Југославије у оквиру које је административно припадала СР Хрватској. Након издвајања Хрватске из Југославије 1991. године, Банија улази у састав Републике Српске Крајине, да би после војног пораза РСК ушла у састав Хрватске.